# Aeroport Internacional Mohammed V
L'Aeroport Internacional Mohammed V —en francès Aéroport International Mohammed V; en àrab مطار محمد الخامس الدولي, Maṭār Muḥammad al-Ḫamīs ad-Duwalī— (codi IATA: CMN, codi OACI: GMMN) és un aeroport operat per l'agència marroquina aeroportuària ONDA. Se situa a la localitat de Nouaceur, un suburbi situat 30 quilòmetres al sud-est de Casablanca, sent l'aeroport que suporta la major quantitat de tràfic aeri del Marroc —més de 5,8 milions de passatgers van passar a través de l'aeroport el 2007.
L'aeroport és el hub principal de l'aerolínia de bandera marroquina Royal Air Maroc, i de l'aerolínia Jet4you. L'aeroport rep aquest nom en honor del rei Mohammed V del Marroc. Està germanat amb l'Aeroport Internacional Thurgood Marshall i l'Aeroport Internacional Iàssir Arafat.

## Història

### Orígens
L'Aeroport Internacional Mohammed V va ser inicialment la localització d'una base aèria de la USAF coneguda com a Base Aèria de Nouaceur. Fins i tot en l'actualitat, una part dels habitants es refereixen a l'aeroport simplement com a "Nouaceur". Durant el principi i la meitat dels anys 50, la base aèria era un enclavament estratègic per als bombarders de la Força Aèria dels Estats Units que estaven en alerta davant un eventual atac contra la Unió Soviètica. Durant un temps també va ser un lloc d'aterratge d'emergència pel transbordador espacial. Totes aquestes operacions van ser traslladades anys més tard a la Base Aèria de Ben Guerir.
Amb la desestabilització del Govern Francès al Marroc, i la Independència Marroquina en 1956, el govern de Mohàmmed V va voler que la USAF abandonés totes les bases que tenia al Marroc, petició que es va fer més forta a causa de la intervenció estatunidenca al Líban en 1958. Els Estats Units van acceptar abandonar les bases en 1959, i se'n van anar definitivament en 1963.

### Incidents
L'1 de juliol de 1967, un Ilyushin IL-18 de Ceskoslovenske Aerolinie que havia estat desviat cap a Casablanca a causa de la boira present en la seva destinació original, Rabat, es va estavellar a 8 milles de distància en el seu segon intent d'aterrar a Casablanca.
L'1 d'abril de 1970, un Sud Aviation ES-210 Caravelle de la Royal Air Maroc es va estavellar en l'aproximació a l'aeroport en perdre el control a una altitud de 500 peus. Només 21 de les 82 persones que anaven a bord van aconseguir sobreviure.
El 24 d'agost de 1994 un ATR-42 de Royal Air Maroc es va estavellar vora Tizounine mentre volava d'Agadir a l'Aeroport de Casablanca Mohammed V. L'avió es va estavellar amb una picada a les muntanyes de l'Atles. Tots els 40 passatgers i 4 tripulants van morir en aquest accident. Es diu que el capità va desconnectar el pilot automàtic i va deixar que l'avió caigués deliberadament. El sindicat de pilots del Marroc va desafiar aquestes proves.

## Aerolínies i destinacions

### Destins nacionals
| Aerolínies              | Destinacions |
| ----------------------- | --- |
| Royal Air Maroc         | Agadir, Beni Mellal, Dakhla, Fes, Marràqueix, Ouarzazate, Tànger, Oujda Estacional: Al-Hoceima, Tetuan                                       |
| Royal Air Maroc Express | Agadir, Al-Hoceima, Dakhla, Essaouira, Fes, Marràqueix, Nador, Rabat, Tànger, Tetuan, Oujda Estacional: Guelmim, Ouarzazate, Tan-Tan, Zagora |

### Destins internacionals
| Ciudades por países  | Nom de l‘Aeroport                                  | Aerolínies                                                       |                  |                  |                  |
| Amèrica del Nord     | Amèrica del Nord                                   | Amèrica del Nord                                                 | Amèrica del Nord | Amèrica del Nord | Amèrica del Nord |
| -------------------- | -------------------------------------------------- | ---------------------------------------------------------------- | ---------------- | ---------------- | ---------------- |
| Canadà               |                                                    |                                                                  |                  |                  |                  |
| Mont-real            | Aeroport Internacional Pierre Elliott Trudeau      | Royal Air Maroc / Air Canada Rouge (Estacional)                  |                  |                  |                  |
| Estats Units         |                                                    |                                                                  |                  |                  |                  |
| Nova York            | Aeroport Internacional John F. Kennedy             | Royal Air Maroc                                                  |                  |                  |                  |
| Washington           | Aeroport Internacional de Washington-Dulles        | Royal Air Maroc                                                  |                  |                  |                  |
| Amèrica del Sud      |                                                    |                                                                  |                  |                  |                  |
| Brasil               |                                                    |                                                                  |                  |                  |                  |
| São Paulo            | Aeroport Internacional de São Paulo-Guarulhos      | Royal Air Maroc                                                  |                  |                  |                  |
| Europa               |                                                    |                                                                  |                  |                  |                  |
| Alemanya             |                                                    |                                                                  |                  |                  |                  |
| Berlín               | Aeroport de Berlín-Tegel                           | Royal Air Maroc                                                  |                  |                  |                  |
| Colònia              | Aeroport de Colònia/Bonn                           | Germanwings                                                      |                  |                  |                  |
| Frankfurt del Main   | Aeroport de Frankfurt del Main                     | Royal Air Maroc / Lufthansa (Estacional)                         |                  |                  |                  |
| Múnic                | Aeroport Internacional de Múnic                    | Royal Air Maroc                                                  |                  |                  |                  |
| Bèlgica              |                                                    |                                                                  |                  |                  |                  |
| Brussel·les          | Aeroport de Brussel·les-National                   | Air Arabia Maroc / Royal Air Maroc                               |                  |                  |                  |
| Charleroi            | Aeroport de Brussel·les Sud                        | Jetairfly                                                        |                  |                  |                  |
| Lieja                | Aeroport de Lieja                                  | Jetairfly (Estacional)                                           |                  |                  |                  |
| Dinamarca            |                                                    |                                                                  |                  |                  |                  |
| Copenhaguen          | Aeroport de Copenhaguen                            | Royal Air Maroc                                                  |                  |                  |                  |
| Espanya              |                                                    |                                                                  |                  |                  |                  |
| Barcelona            | Aeroport de Barcelona-El Prat                      | Air Arabia Maroc / Royal Air Maroc / Vueling                     |                  |                  |                  |
| Gran Canària         | Aeroport de Gran Canària                           | Royal Air Maroc / Binter Canarias operat per Naysa               |                  |                  |                  |
| Madrid               | Aeroport de Madrid-Barajas                         | Royal Air Maroc / Royal Air Maroc Express / Iberia               |                  |                  |                  |
| Màlaga               | Aeroport de Màlaga-Costa del Sol                   | Royal Air Maroc / Royal Air Maroc Express                        |                  |                  |                  |
| València             | Aeroport de València                               | Royal Air Maroc                                                  |                  |                  |                  |
| França               |                                                    |                                                                  |                  |                  |                  |
| Bordeus              | Aeroport de Bordeus-Mérignac                       | Royal Air Maroc / Jetairfly                                      |                  |                  |                  |
| Estrasburg           | Aeroport d'Estrasburg                              | Royal Air Maroc                                                  |                  |                  |                  |
| Lió                  | Aeroport de Lió–Saint-Exupéry                      | Air Arabia Maroc / Royal Air Maroc / easyJet                     |                  |                  |                  |
| Marsella             | Aeroport de Marsella-Provença                      | Royal Air Maroc                                                  |                  |                  |                  |
| Metz                 | Aeroport de Metz-Nancy-Lorena                      | Jetairfly                                                        |                  |                  |                  |
| Montpeller           | Aeroport de Montpeller-Méditerranée                | Air Arabia Maroc / Royal Air Maroc                               |                  |                  |                  |
| Nantes               | Aeroport de Nantes Atlantique                      | Royal Air Maroc                                                  |                  |                  |                  |
| Niça                 | Aeroport de Niça-Costa Blava                       | Royal Air Maroc                                                  |                  |                  |                  |
| París                | Aeroport de París-Charles de Gaulle                | Royal Air Maroc / Air France / Mauritania Airlines International |                  |                  |                  |
| París                | Aeroport de París-Orly                             | Royal Air Maroc / Transavia France / Jetairfly                   |                  |                  |                  |
| Tolosa de Llenguadoc | Aeroport de Tolosa-Blanhac                         | Air Arabia Maroc / Royal Air Maroc                               |                  |                  |                  |
| Itàlia               |                                                    |                                                                  |                  |                  |                  |
| Bèrgam               | Aeroport de Bèrgam-Orio al Serio                   | Air Arabia Maroc                                                 |                  |                  |                  |
| Bolonya              | Aeroport de Bolonya                                | Air Arabia Maroc / Royal Air Maroc                               |                  |                  |                  |
| Cuneo                | Aeroport de Cuneo                                  | Air Arabia Maroc                                                 |                  |                  |                  |
| Milà                 | Aeroport de Milà-Malpensa                          | Royal Air Maroc                                                  |                  |                  |                  |
| Nàpols               | Aeroport de Nàpols-Capodichino                     | Air Arabia Maroc                                                 |                  |                  |                  |
| Roma                 | Aeroport de Roma-Fiumicino                         | Royal Air Maroc / Alitalia                                       |                  |                  |                  |
| Torí                 | Aeroport de Torí-Caselle                           | Royal Air Maroc                                                  |                  |                  |                  |
| Venècia              | Aeroport de Venècia Marco Polo                     | Air Arabia Maroc                                                 |                  |                  |                  |
| Països Baixos        |                                                    |                                                                  |                  |                  |                  |
| Amsterdam            | Aeroport d'Amsterdam-Schiphol                      | Royal Air Maroc / Transavia                                      |                  |                  |                  |
| Portugal             |                                                    |                                                                  |                  |                  |                  |
| Lisboa               | Aeroport de Lisboa                                 | Royal Air Maroc / Royal Air Maroc Express / TAP Portugal         |                  |                  |                  |
| Regne Unit           |                                                    |                                                                  |                  |                  |                  |
| Londres              | Aeroport de Londres-Gatwick                        | Royal Air Maroc                                                  |                  |                  |                  |
| Londres              | Aeroport de Londres-Heathrow                       | Royal Air Maroc                                                  |                  |                  |                  |
| Rússia               |                                                    |                                                                  |                  |                  |                  |
| Moscou               | Aeroport Internacional de Moscou-Xeremètievo       | Royal Air Maroc                                                  |                  |                  |                  |
| Suècia               |                                                    |                                                                  |                  |                  |                  |
| Estocolm             | Aeroport d'Estocolm-Arlanda                        | Royal Air Maroc                                                  |                  |                  |                  |
| Suïssa               |                                                    |                                                                  |                  |                  |                  |
| Basilea              | Aeroport de Basilea-Mulhouse-Friburg               | Air Arabia Maroc                                                 |                  |                  |                  |
| Ginebra              | Aeroport Internacional de Ginebra                  | Royal Air Maroc                                                  |                  |                  |                  |
| Zúric                | Aeroport Internacional de Zuric                    | Royal Air Maroc                                                  |                  |                  |                  |
| Turquia              |                                                    |                                                                  |                  |                  |                  |
| Antalya              | Aeroport Internacional d'Antalya                   | Corendon Airlines                                                |                  |                  |                  |
| Istambul             | Aeroport Internacional Atatürk                     | Royal Air Maroc / Turkish Airlines                               |                  |                  |                  |
| Istambul             | Aeroport Internacional Sabiha Gökçen               | Air Arabia Maroc                                                 |                  |                  |                  |
| Àfrica               |                                                    |                                                                  |                  |                  |                  |
| Angola               |                                                    |                                                                  |                  |                  |                  |
| Luanda               | Aeroport Quatro de Fevereiro                       | Royal Air Maroc                                                  |                  |                  |                  |
| Algèria              |                                                    |                                                                  |                  |                  |                  |
| Alger                | Aeroport Internacional Houari Boumedienne          | Royal Air Maroc / Air Algérie                                    |                  |                  |                  |
| Orà                  | Aeroport d'Orà Es Sénia                            | Air Algérie                                                      |                  |                  |                  |
| Benín                |                                                    |                                                                  |                  |                  |                  |
| Cotonou              | Aeroport de Cotonou-Cadjehoun                      | Royal Air Maroc                                                  |                  |                  |                  |
| Burkina Faso         |                                                    |                                                                  |                  |                  |                  |
| Ouagadougou          | Aeroport d'Ouagadougou                             | Royal Air Maroc                                                  |                  |                  |                  |
| Cap Verd             |                                                    |                                                                  |                  |                  |                  |
| Praia                | Aeroport Internacional Nelson Mandela              | Royal Air Maroc                                                  |                  |                  |                  |
| Sal                  | Aeroport Internacional Amílcar Cabral              | Royal Air Maroc                                                  |                  |                  |                  |
| Camerun              |                                                    |                                                                  |                  |                  |                  |
| Douala               | Aeroport Internacional de Douala                   | Royal Air Maroc                                                  |                  |                  |                  |
| Yaoundé              | Aeroport Internacional de Yaoundé                  | Royal Air Maroc                                                  |                  |                  |                  |
| Txad                 |                                                    |                                                                  |                  |                  |                  |
| N'Djamena            | Aeroport Internacional de N'Djamena                | Royal Air Maroc                                                  |                  |                  |                  |
| Costa d'Ivori        |                                                    |                                                                  |                  |                  |                  |
| Abidjan              | Aeroport Internacional Félix Houphouët-Boigny      | Royal Air Maroc                                                  |                  |                  |                  |
| Egipte               |                                                    |                                                                  |                  |                  |                  |
| El Caire             | Aeroport Internacional del Caire                   | Royal Air Maroc / Egyptair                                       |                  |                  |                  |
| Gabon                |                                                    |                                                                  |                  |                  |                  |
| Libreville           | Aeroport Internacional de Libreville-Leon M'ba     | Royal Air Maroc                                                  |                  |                  |                  |
| Gàmbia               |                                                    |                                                                  |                  |                  |                  |
| Banjul               | Aeroport Internacional Yundum                      | Royal Air Maroc                                                  |                  |                  |                  |
| Ghana                |                                                    |                                                                  |                  |                  |                  |
| Accra                | Aeroport Internacional Kotoka                      | Royal Air Maroc                                                  |                  |                  |                  |
| Guinea               |                                                    |                                                                  |                  |                  |                  |
| Conakry              | Aeroport Internacional de Conakry                  | Royal Air Maroc                                                  |                  |                  |                  |
| Guinea Bissau        |                                                    |                                                                  |                  |                  |                  |
| Bissau               | Aeroport Internacional Osvaldo Vieira              | Royal Air Maroc                                                  |                  |                  |                  |
| Guinea Equatorial    |                                                    |                                                                  |                  |                  |                  |
| Malabo               | Aeroport de Malabo-Santa Isabel                    | Royal Air Maroc                                                  |                  |                  |                  |
| Libèria              |                                                    |                                                                  |                  |                  |                  |
| Monròvia             | Aeroport Internacional Roberts                     | Royal Air Maroc                                                  |                  |                  |                  |
| Líbia                |                                                    |                                                                  |                  |                  |                  |
| Bengasi              | Aeroport Internacional de Benina                   | Afriqiyah Airways / Libyan Airways                               |                  |                  |                  |
| MiSudata             | Aeroport Internacional de MiSudata                 | Afriqiyah Airways / Libyan Airways                               |                  |                  |                  |
| Sabha                | Aeroport Internacional de Sabha                    | Libyan Airways (Estacional)                                      |                  |                  |                  |
| Trípoli              | Aeroport Internacional de Trípoli                  | Afriqiyah Airways / Libyan Airways                               |                  |                  |                  |
| Mali                 |                                                    |                                                                  |                  |                  |                  |
| Bamako               | Aeroport Internacional de Bamako-Sénou             | Royal Air Maroc                                                  |                  |                  |                  |
| Mauritània           |                                                    |                                                                  |                  |                  |                  |
| Nouadhibou           | Aeroport Internacional de Nouadhibou               | Mauritania Airlines International (Estacional)                   |                  |                  |                  |
| Nouakchot            | Aeroport Internacional de Nouakchot                | Royal Air Maroc / Mauritania Airlines International              |                  |                  |                  |
| Zoverate             | Aeroport Internacional de Zoverate                 | Mauritania Airlines International (Estacional)                   |                  |                  |                  |
| Níger                |                                                    |                                                                  |                  |                  |                  |
| Niamey               | Aeroport Internacional Diori Hamani                | Royal Air Maroc                                                  |                  |                  |                  |
| Nigèria              |                                                    |                                                                  |                  |                  |                  |
| Abuja                | Aeroport Internacional Nnamdi Azikiwe              | Royal Air Maroc                                                  |                  |                  |                  |
| Kano                 | Aeroport Internacional de Kano Mallam Aminu        | Royal Air Maroc (Estacional)                                     |                  |                  |                  |
| Lagos                | Aeroport Internacional Murtala Muhammed            | Royal Air Maroc                                                  |                  |                  |                  |
| Rep. del Congo       |                                                    |                                                                  |                  |                  |                  |
| Brazzaville          | Aeroport de Maya-Maya                              | Royal Air Maroc                                                  |                  |                  |                  |
| Pointe-Noire         | Aeroport de Pointe-Noire                           | Royal Air Maroc                                                  |                  |                  |                  |
| R.D. del Congo       |                                                    |                                                                  |                  |                  |                  |
| Kinshasa             | Aeroport Internacional de N'Djili                  | Royal Air Maroc                                                  |                  |                  |                  |
| Sàhara Occidental    |                                                    |                                                                  |                  |                  |                  |
| Al-Aaiun             | Aeroport Internacional Hassan I                    | Royal Air Maroc                                                  |                  |                  |                  |
| Dakhla               | Aeroport de Dakhla                                 | Royal Air Maroc                                                  |                  |                  |                  |
| Senegal              |                                                    |                                                                  |                  |                  |                  |
| Dakar                | Aeroport de Dakar                                  | Royal Air Maroc                                                  |                  |                  |                  |
| Sierra Leone         |                                                    |                                                                  |                  |                  |                  |
| Freetown             | Aeroport Internacional de Lungi                    | Royal Air Maroc                                                  |                  |                  |                  |
| Togo                 |                                                    |                                                                  |                  |                  |                  |
| Lomé                 | Aeroport de Lomé-Tokoin                            | Royal Air Maroc                                                  |                  |                  |                  |
| Tunísia              |                                                    |                                                                  |                  |                  |                  |
| Monastir             | Aeroport Internacional de Monastir-Habib Bourguiba | Tunisair (Estacional)                                            |                  |                  |                  |
| Tunis                | Aeroport Internacional de Tunis-Cartago            | Royal Air Maroc / Tunisair                                       |                  |                  |                  |
| Àsia                 |                                                    |                                                                  |                  |                  |                  |
| Aràbia Saudita       |                                                    |                                                                  |                  |                  |                  |
| Medina               | Aeroport Príncipe Mohammad Bin Abdulaziz           | Royal Air Maroc / Saudi Arabian Airlines (Hajj/Omrah)            |                  |                  |                  |
| Riad                 | Aeroport Internacional Rei Khalid                  | Royal Air Maroc / Saudi Arabian Airlines                         |                  |                  |                  |
| Jiddah               | Aeroport de Jiddah Rei Abdulaziz                   | Royal Air Maroc / Saudi Arabian Airlines / Nas Air               |                  |                  |                  |
| Emirats Àrabs Units  |                                                    |                                                                  |                  |                  |                  |
| Abu Dhabi            | Aeroport Internacional d'Abu Dhabi                 | Etihad Airways                                                   |                  |                  |                  |
| Dubai                | Aeroport Internacional de Dubai                    | Emirates                                                         |                  |                  |                  |
| Líban                |                                                    |                                                                  |                  |                  |                  |
| Beirut               | Aeroport Internacional Beirut-Rafic Hariri         | Royal Air Maroc                                                  |                  |                  |                  |
| Qatar                |                                                    |                                                                  |                  |                  |                  |
| Doha                 | Aeroport Internacional Hamad                       | Royal Air Maroc / Qatar Airways                                  |                  |                  |                  |

### Aerolínies de càrrega
Els principals operadors de càrrega són els següents:
| Aerolínies             | Destinacions |
| ---------------------- | --- |
| Air France Cargo       | Nairobi, París-Charles de Gaulle |
| DHL Airways            | Amsterdam, Brussel·les, Frankfurt, Madrid-Barajas, París-Charles de Gaulle |
| Royal Air Maroc Cargo  | Al-Aaiun, Alger, Barcelona, Pequín-Capital, Brussel·les, el Caire, Dubai*, Hong-Kong*, Lisboa, Londres-Heathrow, Milà-Malpensa, París-Orly, Nova York-JFK*, Roma-Fiumicino, Recife*, Tànger, Washington DC*, Saragossa |
| UPS Airlines           | Londres-Gatwick, Louisville, Madrid-Barajas, Nova York-Newark, Roma-Fiumicino |
| Turkish Airlines Cargo | Istanbul-Atatürk, Madrid-Barajas |

## Trànsit
| Trànsit           | 2010      | 2010   | 2009      | 2009   | 2008      | 2008  | 2007      | 2007   | 2006      | 2006   | 2005      | 2005   | 2004      | Creixement mitjà 2004–2009 |
| ----------------- | --------- | ------ | --------- | ------ | --------- | ----- | --------- | ------ | --------- | ------ | --------- | ------ | --------- | -------------------------- |
| Moviment d'avions | n/a       | –      | 69,119    | +1.11% | 68,362    | −2.5% | 70,080    | +7.6%  | 65,111    | +9.2%  | 59,621    | +13.9% | 52,336    | +5.86%                     |
| Passatgers        | 7,245,508 | +13,28 | 6,395,862 | +2.95% | 6,209,711 | +6.0% | 5,858,192 | +15.5% | 5,071,411 | +12.1% | 4,456,639 | +17.1% | 3,803,479 | +10.73%                    |
| Noli (tones)      | n/a       | –      | 53,469    | -6.06% | 56,919    | −6.5% | 60,682    | +9.3%  | 55,673    | +10.7% | 50,285    | +6.5%  | 47,152    | +2.79%                     |